# Cừu Gotland

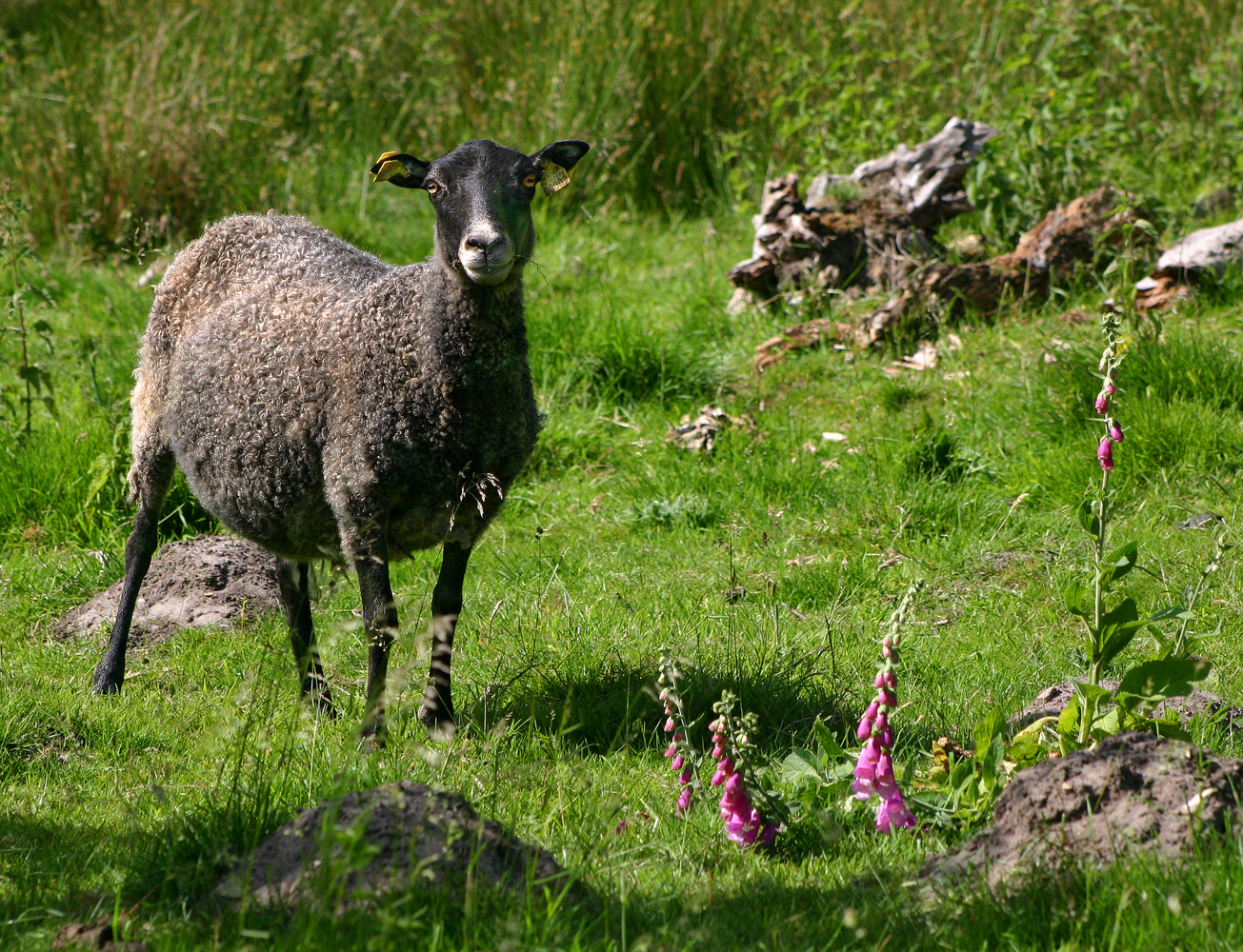
Cừu Gotland

Cừu Gotland (tiếng Thụy Điển: Pälsfår) là một giống cừu nhà có nguồn gốc từ đảo Gotland của Thụy Điển. Thuộc thuộc nhóm giống cừu Bắc Âu đuôi ngắn. Cừu Gotland được cho là sản phẩm của việc lai giống giữa các giống cừu Landrace bản địa của hòn đảo -gọi là Gute với cừu Karakul và cừu Romanov trong những năm 1920 và 1930
Nguyên thủy của cừu có sừng Gute vẫn còn tồn tại trên đảo Gotland ngày hôm nay, mặc dù chúng hiện nay là hiếm. Sự khác biệt chính giữa Gute gốc và Gotland cải thiện được rằng sau này được hoàn toàn khuyết sừng. Các giống cừu cải thiện Gotland có thể được tìm thấy ở Thụy Điển, Anh, Đan Mạch, Hà Lan, New Zealand và Australia. Thông qua việc sử dụng phương pháp thụ tinh nhân tạo bắt đầu từ năm 2003, Hiệp hội cừu Gotland đang được thành lập tại Hoa Kỳ thông qua hai hiệp hội giống The Sheep American Society Gotland và Gotland Sheep Breeders Association of North America.

## Đặc điểm giống
Cừu Gotland có xương chắc và kích thước trung bình. Chúng khuyết sừng và không có lông trên đầu và chân đen. Đôi khi có thể có những mảng màu trắng trên đỉnh đầu hoặc xung quanh mũi và miệng. Chúng có đôi tai vừa và hướng ra bên ngoài với một mõm gọn nhỏ, thậm chí một hàm và thậm chí cả răng. Cổ và vai mảnh mai của chúng đặt dễ dàng vào một mức độ trở lại với chiều sâu tốt và rộng hợp lý của cơ thể. 

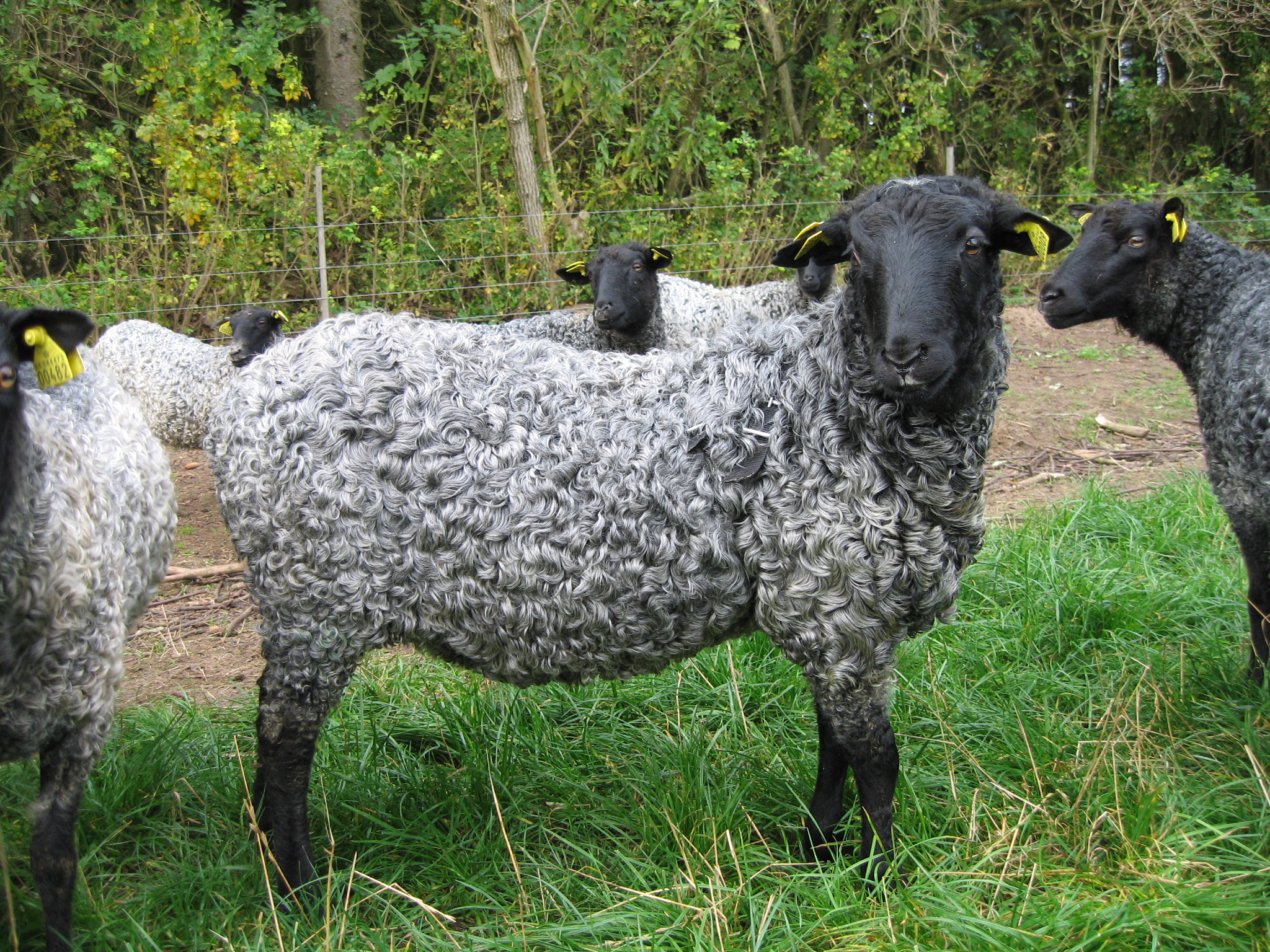
Cừu Gotland

Những đôi chân thon thả là cũng khoảng cách đều nhau và thẳng đứng. Đuôi ngắn với một tip phủ lông. Các lông cừu tốt, dài, bóng và dày đặc và có thể là tất cả các sắc thái của màu xám bạc đến xám đen và đủ tối để được gần như đen. Khuynh hướng của chúng là ngoan ngoãn và thân thiện. Các lông cừu thường là có chiều dài 29-34 micromet đường kính, có thể ở mức thấp đến tầm trung tuổi 20 micromet. Các lông cừu được đánh giá cao tại Hoa Kỳ và ở châu Âu họ đang mong muốn nhất cho tấm da của chúng.
Trán chúng phẳng, xương mũi lồi ra, chúng có hố nước mắt, mõm của chúng mỏng, môi hoạt động, răng cửa sắc, nhờ đó chúng có thể gặm được cỏ mọc thấp và bứt được những lá thân cây mềm mại, hợp khẩu vị trên cao để ăn. Chúng có thói quen đi kiếm ăn theo bầy đàn, tạo thành nhóm lớn trên đồng cỏ. Trong da chúng có nhiều tuyến mồ hôi và tuyến mỡ hơn dê. Bởi thế chúng bài tiết mồ hôi nhiều hơn và các cơ quan hô hấp tham gia tích cực hơn vào quá trình điều tiết nhiệt. 

## Chăn nuôi
Chúng có tính bầy đàn cao nên dễ quản lý, chúng thường đi kiếm ăn theo đàn nên việc chăm sóc và quản lý rất thuận lợi. Chúng cũng là loài dễ nuôi, mau lớn, ít tốn công chăm sóc. So với chăn nuôi bò thì chúng là vật nuôi dễ tính hơn, thức ăn của chúng rất đa dạng, thức ăn của chúng là những loại không cạnh tranh với lương thực của người. Chúng là động vật có vú ăn rất nhiều cỏ.
Hầu hết chúng gặm cỏ và ăn các loại cỏ khô khác, tránh các phần thực vật có gỗ nhiều. Chúng có chế độ hoạt động ban ngày, ăn từ sáng đến tối, thỉnh thoảng dừng lại để nghỉ ngơi và nhai lại. Đồng cỏ lý tưởng cho chúng như cỏ và cây họ Đậu. Khác với thức ăn gia súc, thức ăn chính của chúng trong mùa đông là cỏ khô.
Chúng là loài ăn tạp, có thể ăn được nhiều loại thức ăn bao gồm thức ăn thô xanh các loại như: rơm cỏ tươi, khô, rau, củ quả bầu bí các loại, phế phụ phẩm công nông nghiệp và các loại thức ăn tinh bổ sung như cám gạo ngũ cốc. Mỗi ngày chúng có thể ăn được một lượng thức ăn 15-20% thể trọng. Chúng cần một lượng thức ăn tính theo vật chất khô bằng 3,5% thể trọng. Với nhu cầu 65% vật chất khô từ thức ăn thô xanh (0,91 kg) và 35% vật chất khô từ thức ăn tinh (0,49 kg). Khi cho chúng ăn loại thức ăn thô xanh chứa 20% vật chất khô và thức ăn tinh chứa 90% vật chất khô.
Nguồn nước uống là nhu cầu cơ bản của chúng. Lượng nước cần cho chúng biến động theo mùa và loại và chất lượng thực phẩm mà chúng tiêu thụ. Khi chúng ăn nhiều trong các tháng đầu tiên và có mưa (kể cả sương, khi chúng ăn vào sáng sớm), chúng cần ít nước hơn. Khi chúng ăn nhiều cỏ khô thì chúng cần nhiều nước. Chúng cũng cần uống nước sạch, và có thể không uống nếu nước có tảo hoặc chất cặn. Trong một số khẩu phần ăn của chúng cũng bao gồm các khoáng chất, hoặc trộn với lượng ít.

## Chăm sóc

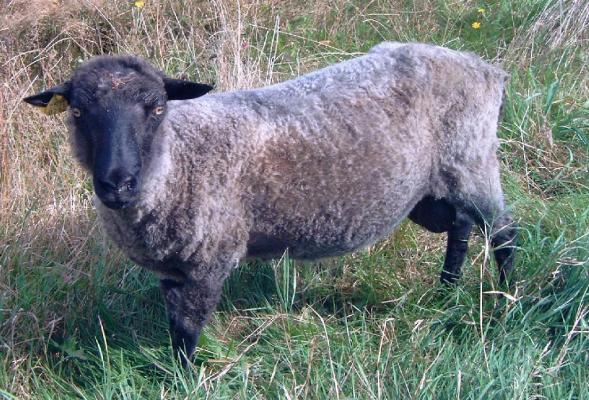
Cừu ở Farum

Sau khi cho phối giống 16-17 ngày mà không có biểu hiện động dục lại là có thể cừu đã có chửa, Căn cứ vào ngày phối giống để chuẩn bị đỡ đẻ cho cừu (thời gian mang thai của cừu 146-150 ngày) nhằm hạn chế cừu sơ sinh bị chết; Có thể bồi dưỡng thêm thức ăn tinh và rau cỏ non cho cừu có chửa nhưng tuyệt đối tránh thức ăn hôi mốc; Khi có dấu hiệu sắp đẻ (bầu vú căng, xuống sữa, sụt mông, âm hộ sưng to, dịch nhờn chảy ra, cào bới sàn...) nên nhốt ở chuồng riêng có lót ổ rơm và chăn dắt gần, tránh đồi dốc.
Thông thường cừu mẹ nằm đẻ nhưng cũng có trường hợp đứng đẻ, tốt nhất nên chuẩn bị đỡ đẻ cho cừu; Sau khi đẻ cừu mẹ tự liếm cho con. Tuy nhiên, vẫn phải lấy khăn sạch lau khô cho cừu con, nhất là ở miệng và mũi cho cừu con dễ thở. Lấy chỉ sạch buộc cuống rốn (cách rốn 4–5 cm), cắt cuống rốn cho cừu con và dùng cồn Iod để sát trùng; Giúp cừu con sơ sinh đứng dậy bú sữa đầu càng sớm càng tốt (vì trong sữa đầu có nhiều kháng thể tự nhiên); Đẻ xong cho cừu mẹ uống nước thoải mái (có pha đường 1% hoặc muối 0.5%).
Cừu con trong 10 ngày đầu sau khi đẻ cừu con bú sữa mẹ tự do; Từ 11-21 ngày tuổi cừu con bú mẹ 3 lần/ngày, nên tập cho cừu con ăn thêm thức ăn tinh và cỏ non, ngon; 80-90 ngày tuổi có thể cai sữa. Giai đoạn này phải có cỏ tươi non, ngon cho cừu con để kích thích bộ máy tiêu hóa phát triển (đặc biệt là dạ cỏ) và bù đắp lượng dinh dưỡng thiếu hụt do sữa mẹ cung cấp không đủ; Cừu sinh trưởng và phát triển nhanh, mạnh ở giai đoạn này.